# Emphreus wittei
Emphreus wittei är en skalbaggsart som beskrevs av Stefan von Breuning 1954. Emphreus wittei ingår i släktet Emphreus och familjen långhorningar. Inga underarter finns listade i Catalogue of Life.